# Maurice Rousseaux
Maurice Jules Ernest Rousseaux (né le 30 mars 1905 dans le 9ème arrondissement de Paris et décédé le 23 janvier 1997 dans le 17ème arrondissement de Paris) est un athlète français, spécialiste du 100 mètres et du 200 mètres. 

## Biographie

### Enfance et origines
Maurice Rousseaux est le fils d'Emile Rousseaux, employé, et de Jeanne Rousseaux, née Paradot. A sa naissance, ses parents sont domiciliés au 13 Boulevard Ornano dans le 19ème arrondissement de Paris. Il semble accomplir son service militaire au sein du 5e régiment d'infanterie.  

## Carrière sportive

### Des débuts étincelants
Il commence l'athlétisme relativement tôt, à l'âge de 15 ans, en concourant notamment dans les catégories jeunes en portant le maillot du Stade français. Au début des années 1920, le sprint français est dominé par les frères André et René Mourlon codétenteurs du record de France. Le 14 juin 1925, âgé d'à peine 20 ans, Maurice Rousseaux créé la surprise en égalant le record du France en couvrant la distance en 10 s 8 lors des 18ème championnats de France militaires se déroulant à Colombes, en parallèle de la rencontre France-Belgique. Ce résultat lui donne le statut d'étoile montante du sprint français à l'instar de François De Chasseloup-Laubat, qui a lui aussi égalé le record de France du 100 mètres le même jour que Rousseaux. Le mois suivant, il décroche sa première médaille aux championnats de France en terminant 3e du 100 mètres, derrière les frères Mourlon. Ses bons résultats lui permettent d'obtenir ses premières sélections en équipe de France à l'été 1925, où il est appelé pour les rencontres Grande-Bretagne - France, France - Suisse et Suède - France. A l'occasion de ce dernier match, il remporte sa première victoire internationale en dominant le 4 × 100 mètres en compagnie d'André Mourlon, Charles Hirlimann et André Cerbonney et en établissant un nouveau record de France en 42 s 4. 
Il confirme ses excellents résultats en 1926, sans pour autant parvenir à décrocher une nouvelle médaille nationale puisqu'il échoue au pied du podium des championnats de France sur 100 m. Il fait également ses débuts sur 200 mètres en atteignant la même place. Il est cependant sélectionné pour une nouvelle rencontre internationale contre la Grande-Bretagne où il manqua de peu de décrocher sa première victoire internationale individuelle. L'année suivante, il récupère la 3e place du 100 m aux championnats de France tout en décrochant une nouvelle place de finaliste sur 200 mètres,. Il participe également à un match international contre l'Allemagne.  

### Difficulté à confirmer
Maurice Rousseaux disparaît des pistes durant l'année 1928 où il ne participe pas aux rencontres nationales ni internationales. Il revient en 1929 en délaissant le maillot du Stade français et en se présentant sans club aux épreuves régionales et nationales. Il échoue deux fois au pied du podium lors des championnats de France sur 100 m et 200 m. Cependant, son retour en force lui permet de revêtir de nouveau le maillot de l'équipe de France en participant au relais de la rencontre Italie-France-Suisse et des matchs France-Allemagne et France-Finlande, tout en étant remplaçant André Mourlon sur le 100 m des rencontres franco-allemande et franco-finlandaises,. En 1930, il est seulement 5e du 200 mètres des championnats de France. Rousseaux n'atteint également pas la finale du 100 m. En manque de forme, il est tout de même sélectionné avec l'équipe de France B pour affronter la Belgique en août 1930.  

### Doublé aux championnats de France et fin de carrière
À partir de 1931, il concoure sous les couleurs de la CASG Paris. Cette saison consacre aussi son retour en forme. A l'approche des échéances nationales, il est de nouveau cité parmi les favoris des épreuves de sprint,. Il retrouve les podiums nationaux en décrochant une médaille de bronze sur le 200 m des championnats de France tout en prenant une nouvelle 4e place sur 100 m. L'équipe de France lui tend de nouveau les bras. Il est sélectionné pour les matchs Italie-France et France-Angleterre, sans parvenir à des résultats probants. La saison 1932 représente sans aucun doute sa saison la plus aboutie. Rousseaux parvient enfin à remporter le titre de champion de France du 100 mètres en 11 s 2 devançant le clermontois André Imbert. Il réalise un doublé en remportant le 200 m en 22 s 4, triomphant notamment de Gilbert Auvergne double champion de France en titre de la discipline. Si les commentateurs louent les victoires de Rousseaux après 12 années de labeur athlétique, les journaux s'arrêtent largement sur la faiblesse affichée du sprint français dont aucun représentant sur 100 m et 200 m n'est envoyé participer aux Jeux olympiques de Los Angeles,,. Il connaît cependant ses deux dernières sélections en sous le maillot bleu en affrontant l'Allemagne et la Finlande à la fin de l'été 1932. Lors de ses rencontres, il constitue l'un des cadres des équipes alignées en participant à plusieurs épreuves,.  
Les années suivantes consacrent le déclin de Rousseaux. De retour sous les couleurs du Stade Français, il ne parvient plus à décrocher de médailles nationales. Il participe à sa dernière finale nationale en 1934 en terminant 4e de l'épreuve du 200 m. S'il n'apparaît plus ensuite dans les finales nationales, il continue néanmoins de fréquenter les stades. En 1937, il est maintenu dans les athlètes de 1ère catégorie (correspondant aux meilleurs athlètes) par la Ligue parisienne d'athlétisme. Juste avant la Seconde Guerre mondiale, il apparaît de nouveau dans le magazine l'Athlétisme et semble continuer de courir. Quand le conflit éclate, il est mobilisé en tant qu'infirmier. Maurice Rousseaux réapparaît une dernière fois dans les journaux spécialisés au sortir de la guerre, en août 1945, en participant à des épreuves hors-match de la rencontre France-Suisse se déroulant à Strasbourg.   

## Après l'athlétisme
Il se marie le 30 juillet 1951 avec Yvonne Berrens dans le 17e arrondissement de Paris. C'est dans ce même arrondissement qu'il décède, le 29 janvier 1997, à l'âge de 91 ans. 

## Palmarès
| Date | Compétition            | Lieu     | Résultat | Épreuve | Temps  |
| ---- | ---------------------- | -------- | -------- | ------- | ------ |
| 1925 | Championnats de France | Colombes | 3e       | 100 m   | N.C.   |
| 1926 | Championnats de France | Colombes | 4e       | 100 m   | N.C.   |
| 1926 | Championnats de France | Colombes | 4e       | 200 m   | N.C.   |
| 1927 | Championnats de France | Colombes | 3e       | 100 m   | N.C.   |
| 1927 | Championnats de France | Colombes | 5e       | 200 m   | N.C.   |
| 1929 | Championnats de France | Colombes | 4e       | 100 m   | N.C.   |
| 1929 | Championnats de France | Colombes | 4e       | 200 m   | N.C.   |
| 1930 | Championnats de France | Colombes | 5e       | 200 m   | N.C.   |
| 1931 | Championnats de France | Colombes | 4e       | 100 m   | N.C.   |
| 1931 | Championnats de France | Colombes | 3e       | 200 m   | N.C.   |
| 1932 | Championnats de France | Colombes | 1er      | 100 m   | 11 s 2 |
| 1932 | Championnats de France | Colombes | 1er      | 200 m   | 22 s 4 |
| 1933 | Championnats de France | Colombes | 6e       | 200 m   | N.C.   |
| 1934 | Championnats de France | Colombes | 4e       | 200 m   | 22 s 8 |

| Date | Compétition                    | Lieu       | Résultat | Épreuve       | Temps        |
| ---- | ------------------------------ | ---------- | -------- | ------------- | ------------ |
| 1925 | Match Grande-Bretagne - France | Brighton   | 4e       | 100 m         | N.C.         |
| 1925 | Match France - Suisse          | Colombes   | DQ       | 4 × 100 m     | -            |
| 1925 | Match Suède - France           | Stockholm  | 4e       | 100 m         | N.C          |
| 1925 | Match Suède - France           | Stockholm  | 1er      | 4×100 m       | 42 s 4       |
| 1926 | Match France - Grande-Bretagne | Colombes   | 5e       | 100 m         | N.C.         |
| 1926 | Match France - Grande-Bretagne | Colombes   | 2e       | Relais 1600 m | 3 min 32 s 2 |
| 1927 | Match France - Allemagne       | Colombes   | 2e       | 4×100 m       | 43 s 0       |
| 1929 | Match Italie - France - Suisse | Bologne    | 2e       | 4×100 m       | 42 s 6       |
| 1929 | Match France - Allemagne       | Colombes   | 3e       | 100 m         | N.C          |
| 1929 | Match France - Allemagne       | Colombes   | DQ       | 4×100 m       | -            |
| 1929 | Match France - Finlande        | Colombes   | 2e       | 100 m         | N.C          |
| 1929 | Match France - Finlande        | Colombes   | 1er      | Relais 1000 m | 1 min 56 s 8 |
| 1930 | Match Belgique - France B      | Bruxelles  | 1er      | 200 m         | 22 s 8       |
| 1931 | Match Italie - France          | Bologne    | 4e       | 100 m         | N.C          |
| 1931 | Match Italie - France          | Bologne    | 2e       | 4×100 m       | 43 s 2       |
| 1931 | Match France - Grande-Bretagne | Colombes   | 6e       | 200 m         | N.C          |
| 1931 | Match France - Grande-Bretagne | Colombes   | 1er      | Relais 1600 m | 3 min 28 s 4 |
| 1932 | Match Allemagne - France       | Düsseldorf | 3e       | 100 m         | 11 s 0       |
| 1932 | Match Allemagne - France       | Düsseldorf | 2e       | 200 m         | 22 s 5       |
| 1932 | Match Allemagne - France       | Düsseldorf | 2e       | 4×100 m       | 42 s 4       |
| 1932 | Match France - Finlande        | Colombes   | 2e       | 100 m         | N.C          |
| 1932 | Match France - Finlande        | Colombes   | 2e       | Relais 1000 m | 1 min 59 s 2 |

## Records
| Épreuve    | Marque | Lieu     | Date         |
| ---------- | ------ | -------- | ------------ |
| 100 mètres | 10 s 8 | Colombes | 14 juin 1925 |
| 200 mètres | 22 s 0 | Inconnu  | 1932         |